# John Llewelyn Davies
John Llewelyn Davies (26 février 1826 - 18 mai 1916)  est un prédicateur et théologien britannique, qui lutte contre la pauvreté et l'inégalité, et est actif dans les groupes chrétiens sociaux ,. Il est un membre originel du Club Alpin et le premier à escalader le Dom des Mischabel. Il est le père de la suffragette Margaret Llewelyn Davies  et d'Arthur Llewelyn Davies, le père des garçons qui ont inspiré les histoires de Peter Pan de J. M. Barrie. Sa sœur Emily Davies est l'une des fondatrices du Girton College .

## Biographie
Né le 26 février 1826 à Chichester, Davies est le fils de John D. Davies, l'un des principaux ecclésiastiques évangéliques de son époque . Il fréquente la Repton School et le Trinity College de Cambridge .
Davies est élu à une bourse au Trinity College en 1851 . En 1852, lui et son collègue David James Vaughan publient une traduction anglaise populaire de la République de Platon, qu'ils vendent à l'éditeur pour 60 £ . Il écrit sur la théologie du Nouveau Testament, en particulier les épîtres de Paul ,. Il est ordonné en 1851 par l'Église d'Angleterre, et devient curé non rémunéré à St Anne's Limehouse . Il est réaffecté en 1853 à St Mark's Whitechapel, puis en 1856 devient vicaire de Christ Church, Cosway Street, Marylebone . La reine Victoria le nomme aumônier honoraire de la reine en 1876. En 1889, il devient vicaire de Kirkby Lonsdale, où il sert jusqu'en 1908.
Davies travaille avec Frederick Denison Maurice à la fondation du Working Men's College en 1854, où il enseigne ensuite .
Davies est l'un des 31 membres fondateurs de l'Alpine Club (Royaume-Uni)  en 1857 et en part en 1864. Il assiste à la célébration de son 50e anniversaire en 1907, puis la rejoint à nouveau en 1909.
Davies participe à la première ascension du Dom des Mischabel le 11 septembre 1858 et du Täschhorn le 30 juillet 1862. Davies publie un récit détaillé de la première ascension du Dom dans Peaks, Passes and Glaciers .

## Vie privée
En 1859, il épouse Mary Crompton, la fille aînée de Charles John Crompton . Ils ont sept enfants : Charles (1860-1927), Margaret (1861-1944), Arthur (1863-1907, mort d'un cancer), Maurice (1864-1939), Harry (1866-1923), Crompton (1868-1935), et Théodore (1870–1905, mort par noyade). Mary Llewelyn Davies est décédée en 1895. John Llewelyn Davies est décédé à Hampstead le 18 mai 1916 .